# Valentine's Day (nhạc phim)
Valentine's Day Soundtrack là album nhạc phim chính thức của bộ phim năm 2010 Valentine's Day, được phát hành vào 9 tháng 2 năm 2010 bởi hãng đĩa Big Machine.

## Danh sách ca khúc
| STT | Nhan đề                                                      | Sáng tác                                                    | Recording artist(s)                         | Thời lượng |
| --- | ------------------------------------------------------------ | ----------------------------------------------------------- | ------------------------------------------- | ---------- |
| 1.  | "Today Was a Fairytale"                                      | Taylor Swift                                                | Taylor Swift                                | 4:02       |
| 2.  | "Say Hey (I Love You)"                                       | Michael Franti, Carl Rogers Young                           | Michael Franti & Spearhead                  | 3:56       |
| 3.  | "I'm in the Mood for Love"                                   | Dorthy Fields, Jimmy McHugh                                 | Jools Holland & Jamiroquai                  | 3:10       |
| 4.  | "On the Street Where You Live"                               | Alan Jay Lerner, Frederick Loewe                            | Willie Nelson                               | 2:57       |
| 5.  | "Everyday"                                                   | Buddy Holly, Norman Petty                                   | Sausalito Foxtrot                           | 1:37       |
| 6.  | "Stay Here Forever"                                          | Bobby Pinson, Dallas Davidson, Jewel                        | Jewel                                       | 2:59       |
| 7.  | "Amor"                                                       | Gabriel Galindo Ruiz, Ricardo Mendez Lopez, Sunny Skylar    | Ben E. King                                 | 2:55       |
| 8.  | "Cupid"                                                      | Sam Cooke                                                   | Amy Winehouse                               | 3:48       |
| 9.  | "The Way You Look Tonight" (iTunes Live Session Performance) | Dorothy Fields, Jerome Kern                                 | Maroon 5                                    | 3:25       |
| 10. | "4 and 20"                                                   | Conner Reeves, Jonathan Nicholas Shorten, Joss Stone        | Joss Stone                                  | 5:07       |
| 11. | "Valentino"                                                  | Diane Birch                                                 | Diane Birch                                 | 2:50       |
| 12. | "Te Quiero, Dijiste"                                         | Maria Grever                                                | Nat King Cole                               | 2:39       |
| 13. | "Jump Then Fall"                                             | Swift                                                       | Taylor Swift                                | 3:58       |
| 14. | "Shine" (Radio Mix)                                          | Eric Ronick, Than Luu                                       | Black Gold                                  | 3:49       |
| 15. | "Keep On Lovin' You"                                         | Chris Stapleton, Trent Willmon                              | Steel Magnolia                              | 3:02       |
| 16. | "Somebody to Love"                                           | Leighton Meester, Robin Thicke                              | Leighton Meester (hợp tác với Robin Thicke) | 3:34       |
| 17. | "I'm into Something Good"                                    | Carole King, Gerry Goffin                                   | The Bird and the Bee                        | 2:49       |
| 18. | "Signed, Sealed, Delivered I'm Yours"                        | Lee Garrett, Lula Mae Hardway, Stevie Wonder, Syreet Wright | Anju Ramapriyam                             | 2:32       |

## Xếp hạng
| Bảng xếp hạng (2010)         | Vị trí cao nhất |
| ---------------------------- | --------------- |
| Mỹ Billboard 200             | 20              |
| Mỹ Billboard Top Soundtracks | 2               |
| Canada Canadian Albums Chart | 32              |